# Епархия Баррейраса
Епархия Баррейраса (лат. Dioecesis Barreriensis) — епархия Римско-Католической церкви c центром в городе Баррейрас, Бразилия. Епархия Баррейраса входит в митрополию Фейра-ди-Сантаны. Кафедральным собором епархии Баррейраса является собор святого Иоанна Крестителя.

## История
21 мая 1979 года Римский папа Иоанн Павел II учредил епархию Баррейраса, выделив её из епархии Барры. В этот же день епархия Баррейраса вошла в митрополию Сан-Салвадора-да-Баия.
16 января 2002 года епархия Баррейраса вошла в митрополию Фейра-ди-Сантаны.

## Ординарии епархии
- епископ Ricardo José Weberberger (21.05.1979 — 17.08.2010);
- епископ Josafá Menezes da Silva (15.12.2010 — по настоящее время).

## Источник
- Annuario Pontificio, Ватикан, 2007